# Štěrbinovky
Štěrbinovky (Pseudophyllidea) je řád parazitických živočichů patřících mezi tasemnice (Cestoda). Štěrbinovky mají volně žijící larvální stádia, která dále napadají své hostitele (zejména ryby ale i jiné obratlovce včetně člověka). Mívají jednoho nebo dva mezihostitele. Na hlavičce mají dvě přísavné rýhy (botrie). Mezi známé zástupce patří škulovec široký (Diphyllobothrium latum).
Dnes se tento řád někdy rozpadá na samostatné skupiny Diphyllobothriidea a Bothriocephalidea.